# James Rachels
James Rachels (30 de mayo de 1941 – 5 de septiembre de 2003) fue un filósofo estadounidense, especializado en ética y derechos animales.

## Biografía
Rachels nació en Columbus, Georgia, y se graduó de la Universidad Mercer, en 1962. Recibió su Ph.D. en 1967 de la Universidad de Carolina del Norte, en Chapel Hill, estudiando con W. D. Falk y E. M. Adams. Enseñó en la Universidad de Richmond, la Universidad de Nueva York, la Universidad de Miami, la Universidad Duke y la Universidad de Alabama, en Birmingham, donde pasó los últimos veintiséis años de su carrera. Se casó con Carol Williams, en 1962, y tuvieron dos hijos, David y Stuart. Murió de cáncer en 2003, en Birmingham, Alabama.
Cuando adolescente, ganó un concurso nacional de oratoria que le permitió aparecer en American Bandstand y conocer a John Fitzgerald Kennedy y Richard M. Nixon. Enseñó ajedrez a su hijo de nueve años, Stuart, quien se convirtió en el maestro de ajedrez más joven en la historia de Estados Unidos a los once años.
En la Universidad de Alabama en Birmingham, Rachels comenzó en 1977 como Catedrático de Filosofía, se convirtió en Decano de Artes y Humanidades de 1978 a 1983, y luego un año como Vicepresidente Interino de University College. Tras retirarse de la administración en la UAB, fue nombrado profesor universitario y, en 1992, segundo erudito de Irlanda.
A lo largo de su carrera, Rachels escribió 6 libros y 85 ensayos, editó 7 libros y dio unas 275 conferencias profesionales. Abogó por el vegetarianismo moral y los derechos de los animales, la acción afirmativa, la eutanasia y la idea de que los padres deberían dar tanta consideración moral fundamental a los hijos de otros como a los propios. Más adelante en su carrera, Rachels se dio cuenta de que toda una vida de análisis de cuestiones morales específicas lo había llevado a adoptar la ética general del utilitarismo, según la cual las acciones se evalúan por sus efectos en la felicidad tanto humana como no humana.

## Trabajos
El trabajo más conocido de Rachels es «Introducción a la Filosofía Moral». Fue a su sexta edición, en 2009, después de haber sido revisada por el hijo de Rachels, Stuart Rachels. Entre los temas tratados se encuentran el subjetivismo ético y simple, el emotivismo, así como el egoísmo ético y psicológico. El texto utiliza ejemplos del mundo real para resaltar puntos relacionados con principios filosóficos complicados. Rachels tenía un historial de uso de tales ejemplos. La publicación en 1971 de su antología, Moral Problems, marcó un cambio de la enseñanza de la metaética en las universidades estadounidenses a la enseñanza de cuestiones prácticas concretas. Moral Problems vendió cien mil copias en tres ediciones.
En 1975, Rachels escribió Eutanasia activa y pasiva, que apareció originalmente en el New England Journal of Medicine, y argumentó que la distinción tan importante en la ley entre matar y dejar morir (a menudo basada en el principio de doble efecto) no tiene base racional. Argumentó que, si permitimos la eutanasia pasiva, también deberíamos permitir la eutanasia activa, porque es más humana y porque no hay una diferencia moral significativa entre matar y permitir morir. El fin de la vida (1986), un tratado moral sobre la vida y la muerte, amplió y profundizó estas ideas.
Rachels escribió solo unos pocos trabajos que no se centraban directamente en la ética. Created from Animals (1990) argumentó que una cosmovisión darwiniana tiene implicaciones filosóficas generalizadas, incluidas implicaciones drásticas para nuestro tratamiento de las entidades no humanas. ¿Puede la ética dar respuestas? (1997) fue la primera colección de artículos de Rachels. Su segunda colección, El legado de Sócrates'", se publicó póstumamente en 2007. Poco antes de su muerte, escribió Problemas de la filosofía (2005), una introducción a la filosofía.

## Vegetarianismo
Rachels fue autor de artículos defendiendo el vegetarianismo moral. Su artículo más conocido sobre el tema fue «El argumento básico del vegetarianismo», publicado en 2004. Rachels propuso lo que llamó el argumento básico del vegetarianismo, que creía que está respaldado por un principio simple que toda persona decente acepta: está mal causar dolor a menos que exista una buena razón.
Rachels argumentó que la razón principal por la que la crueldad hacia los animales es incorrecta es porque los animales torturados sufren, al igual que sufren los humanos torturados. Sostuvo la opinión de que infligir dolor a los animales a veces puede estar justificado, pero debemos tener una razón suficientemente buena para hacerlo. La idea de consumir carne solo porque sabe bien no se acerca a justificar la crueldad de la industria cárnica.
Rachels afirmó que «desde un punto de vista práctico, tiene sentido centrarse primero en las cosas que causan más sufrimiento». En la parte superior de esta lista estaba la agricultura industrial. Según el argumento básico de Rachels, la abstención de animales de granjas industriales es necesaria ya que estos animales son los que más sufren.